# Вильгельм I (граф Апулии)

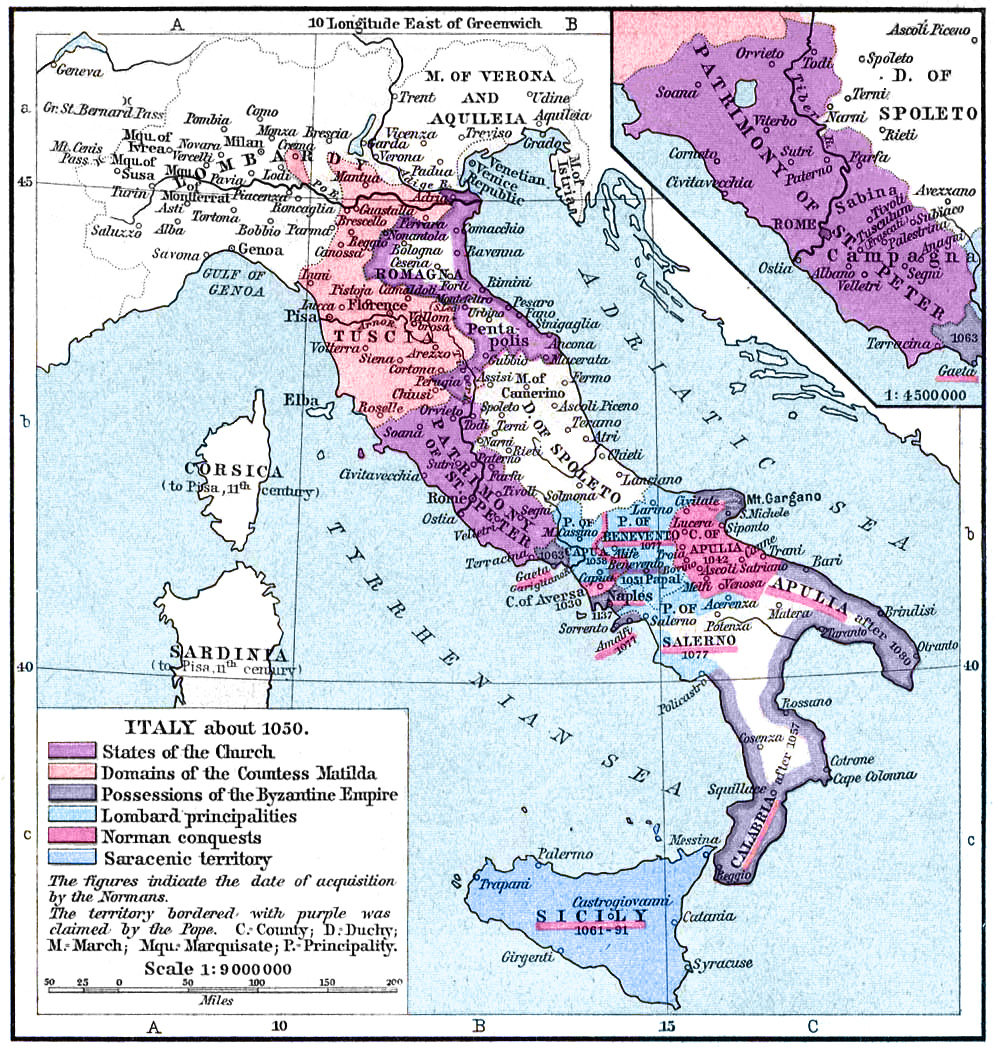

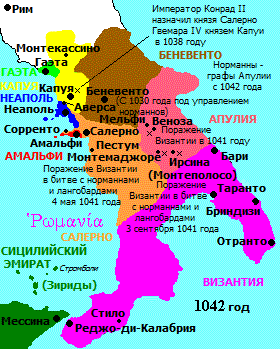
Южная Италия, 1042 год

Вильгельм Железная Рука (фр. Guillaume Bras-de-Fer, итал. Guglielmo Braccio di Ferro; ок. 1010 Котантен, Манш, Нижняя Нормандия —1046, Апулия) — избранный нормандцами граф Апулии (с 1042 года), первый известный представитель Отвилей в Южной Италии.

## Биография

### Первые шаги в Италии
Вильгельм был старшим сыном нормандского барона Танкреда Отвиля и его первой жены Мюриэллы. Около 1035 года Вильгельм совместно с младшим братом Дрого, а также, возможно, и с ещё одним братом Хэмфри, прибыл в Южную Италию и присоединился к нормандской группировке, возглавляемой Райнульфом Дренго. Первоначально служил капуанскому князю Пандульфу IV, затем переметнулся к Гвемару IV Салернскому. В 1038 году в числе 300 нормандских воинов, оставшихся не у дел после изгнания Пандульфа, присоединился к сицилийской экспедиции византийцев под командованием Георгия Маниака. В ходе военной кампании 1038—1040 года Вильгельм отличился множеством подвигов, из которых самым известным стала убийство в поединке сиракузского эмира Абдуллы. За этот подвиг Вильгельм удостоился прозвища Железная Рука.

### Избрание графом Апулии
В 1040 году нормандцы и их лангобардский командир Ардуин рассорились с Георгием Маниаком и вернулись на континент, где в это время началось восстание апулийских лангобардов против Византии. Ардуйн вошёл в доверие к византийскому наместнику и получил от него в командование горную крепость Мельфи. В скором времени Ардуйн, окружённый норманнским гарнизоном, перешёл на сторону восставших (март 1041 года).
В течение 1041-1042 годов норманны нанесли византийцам три поражения: при Каннах, Монтемаджоре и Монтепелозо, причём в последнем сражении в плен был взят катапан. Благодаря победам норманнов все города Апулии, за исключением Трани и «пятки» Апулии, перешли на сторону восставших. В скором времени от лангобардов к норманнам перешла руководящая роль в восстании. Первый лидер повстанцев Атенульф Беневентский оказался замешан в закулисных сделках с врагом (освободил из плена катапана и присвоил себе выкуп), следующий — Аргир, сын Мелуса, через полгода после своей коронации в Бари (февраль 1042 года) перешёл на сторону Византии. Наступление византийцев под командованием Георгия Маниака внесло смятение в среду восставших лангобардов, большинство апулийских городов вновь вернулись под власть Византии. В этот момент, в сентябре 1042 года норманны на собрании в Мельфи избрали своим предводителем Вильгельма Отвиля и присвоили ему титул графа Апулии.

### Граф Апулии
Чтобы самочинное присвоение графского титула не выглядело узурпацией, Вильгельм обратился к салернскому князю Гвемару IV с просьбой принять верховную власть над освобождёнными от византийцев областями. В конце 1042 года Гвемар IV прибыл в Мельфи и с согласия норманнов принял титул герцога Апулии и Калабрии. Вильгельму Отвилю новоиспечённый герцог Апулии даровал титул графа с правом основывать баронства на землях, которые впоследствии будут отбиты у Византии. Уже освобожденные и удерживаемые норманнами земли были поделены на двенадцать бароний, сам Вильгельм удержал за собой Асколи, а его брат Дрого — Венозу. Вильгельм женился на Гвиде Соррентской, племяннице Гвемара IV, породнившись, тем самым, с лангобардской знатью.
В последующие 1044—1045 годы война Вильгельма Апулийского с Византией шла с попеременным успехом. В 1044 году Вильгельм и Гвемар IV основали в Калабрии замок Стридула, ставший впоследствии опорным пунктом при норманнском завоевании Калабрии. В 1045 году Вильгельм потерпел поражение от византийского катапана Аргира. В начале 1046 года Вильгельм умер, и его брат Дрого был признан в качестве наследника и норманнскими баронами, и Гвемаром IV. Вильгельм был похоронен в церкви Святой Троицы в Венозе.
В следующем 1047 году Дрого принёс вассальную присягу императору Генриху III в качестве «графа норманнов Апулии и Калабрии». Тем самым, Дрого стал непосредственным вассалом империи, узаконив задним числом принятие Вильгельмом графского титула.

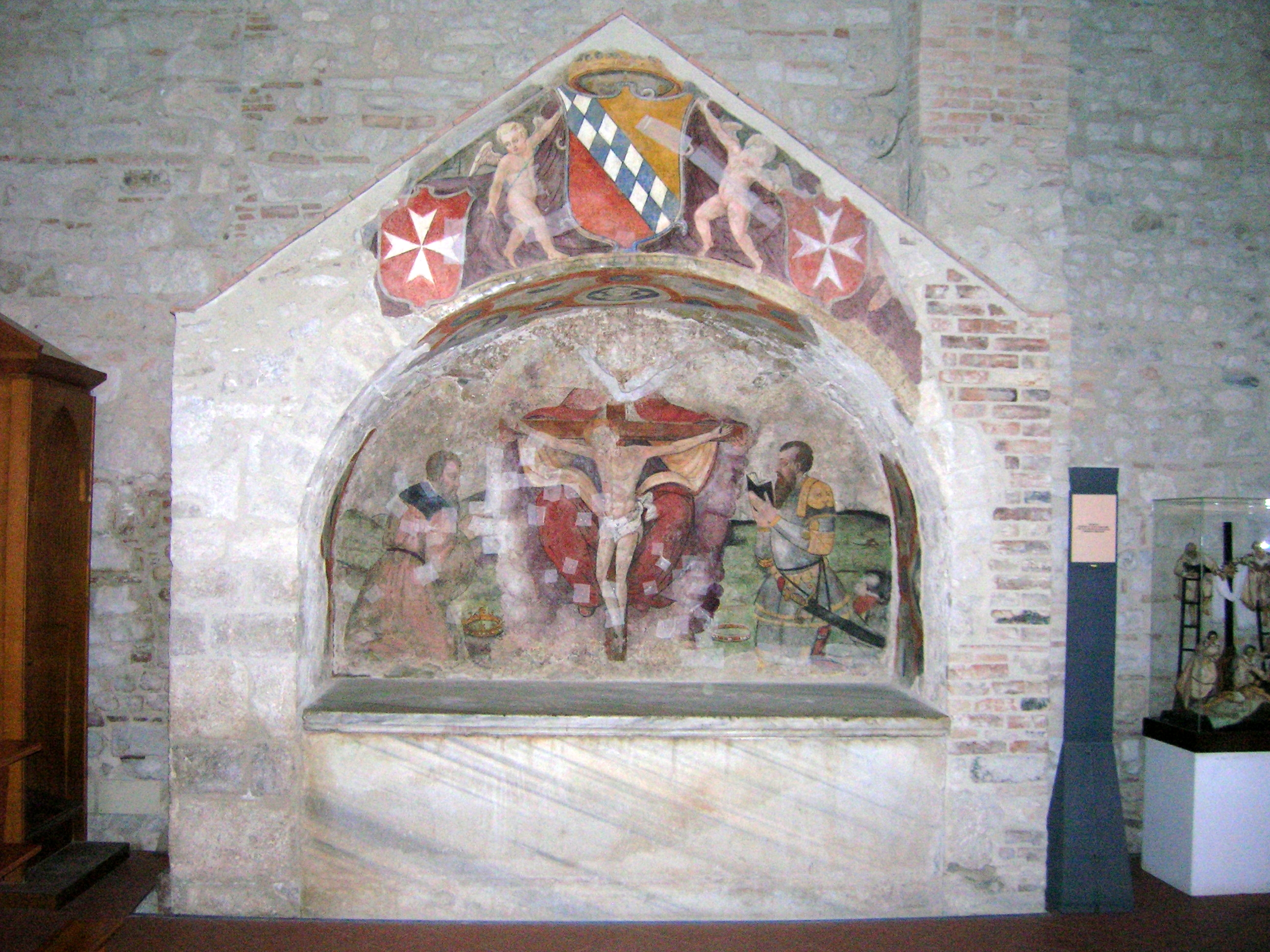
Гробница Отвилей в церкви монастыря Святой Троицы в Венозе